# Trackball

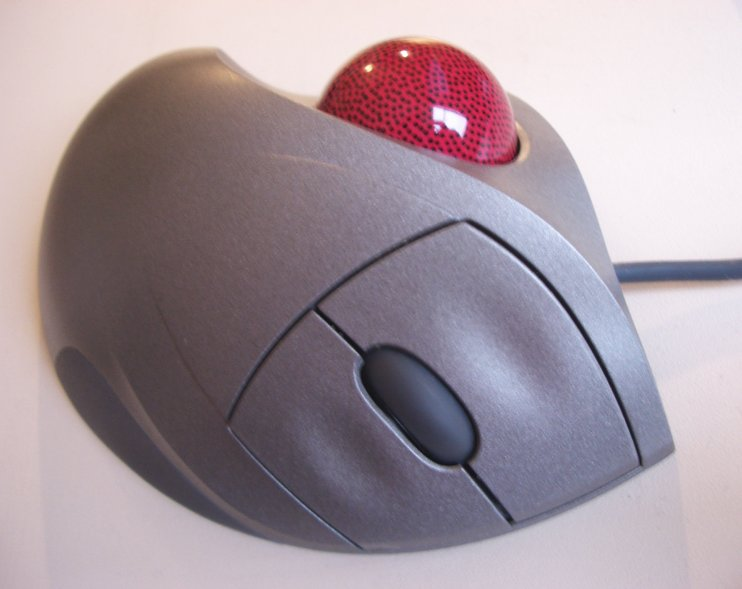
Mouse ergonomico con trackball.

La trackball è un dispositivo di puntamento per controllare il cursore di un computer. La sua componente principale è una sfera, parzialmente accessibile dall'esterno, controllabile con un dito o il palmo di una mano. La sfera è libera di ruotare in una cavità dell'involucro dove si trovano sensori che ne rilevano il movimento.

## Caratteristiche

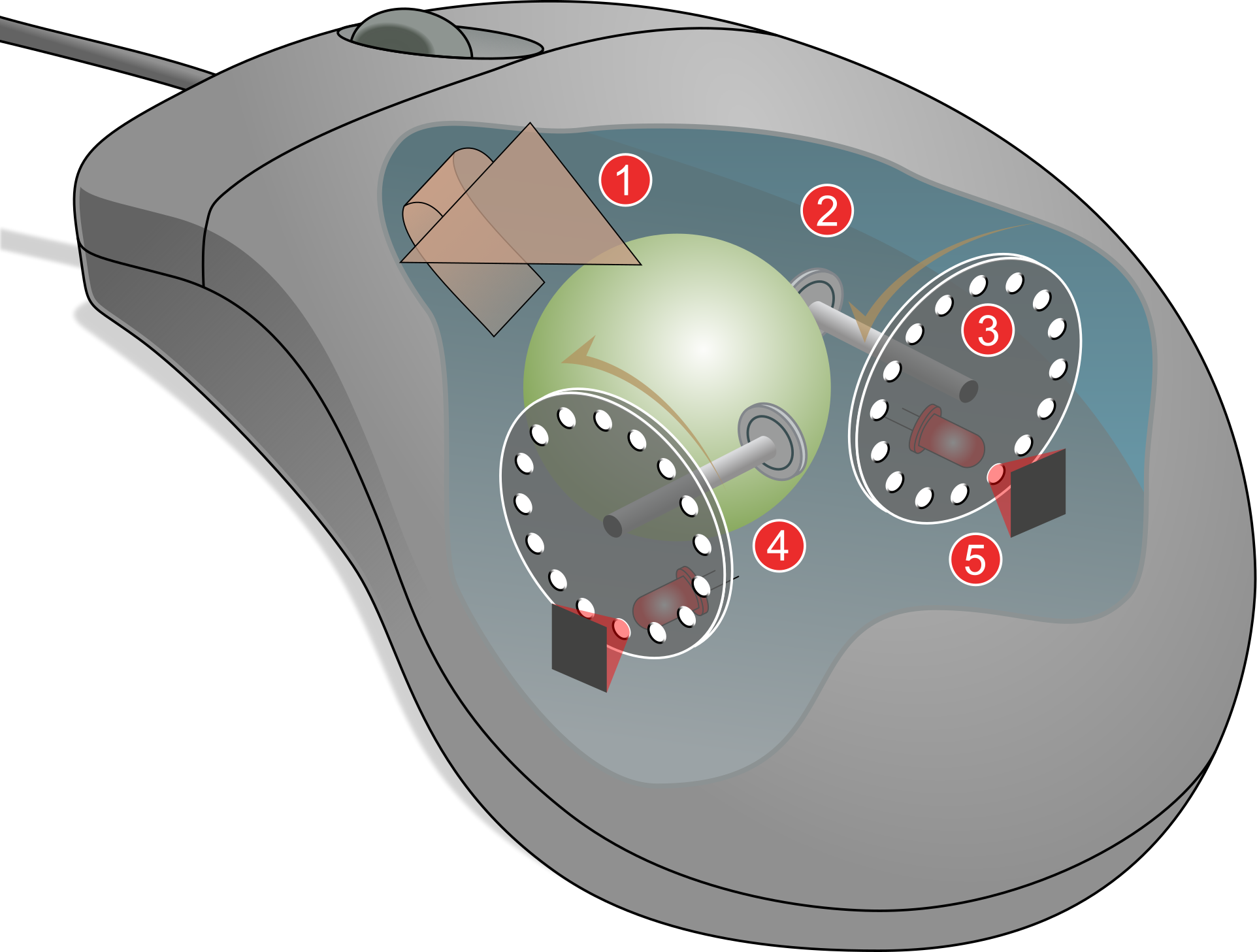
Interno di un mouse comune. Notare comunque la presenza di una sfera interna.

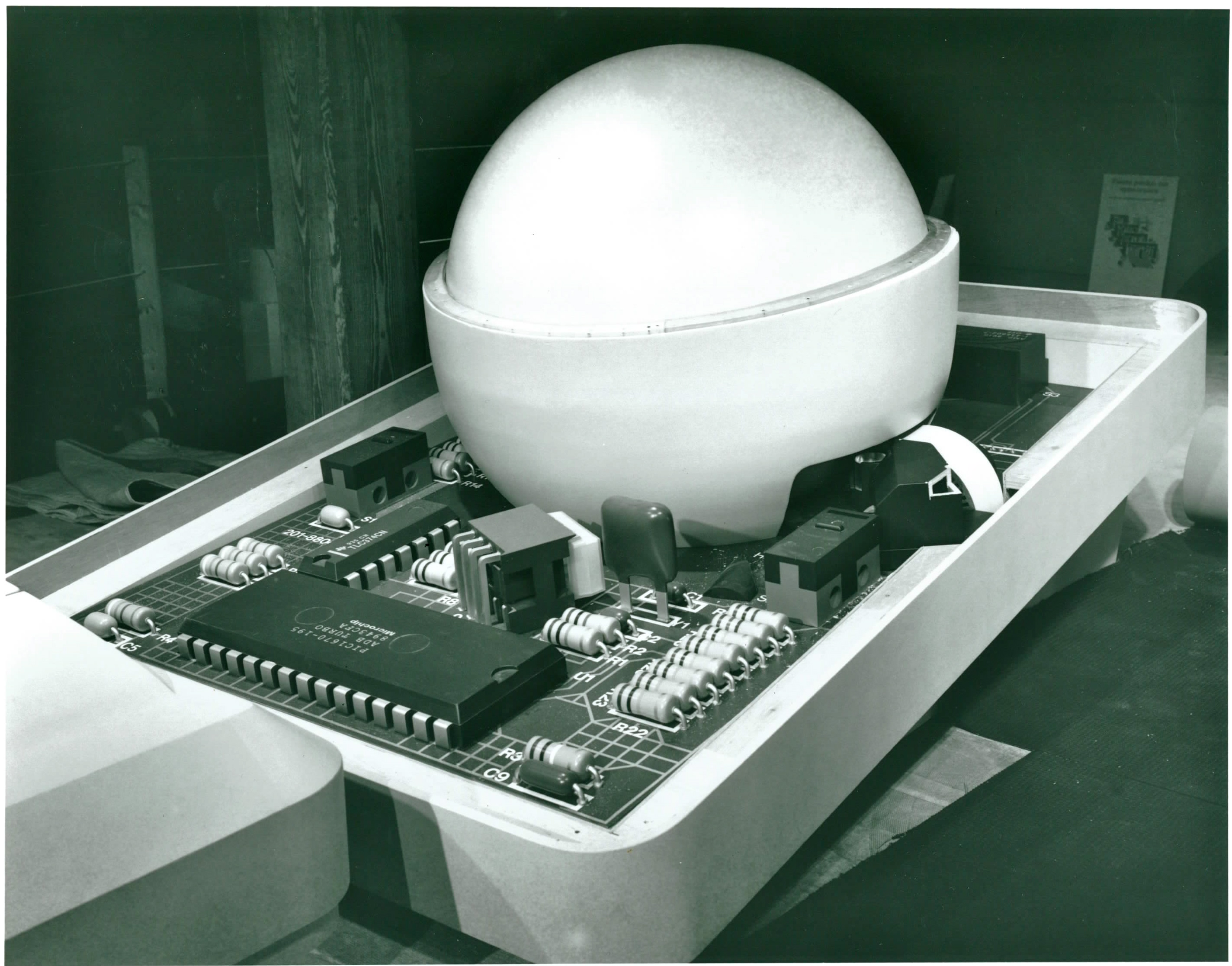
Struttura interna di una trackball.

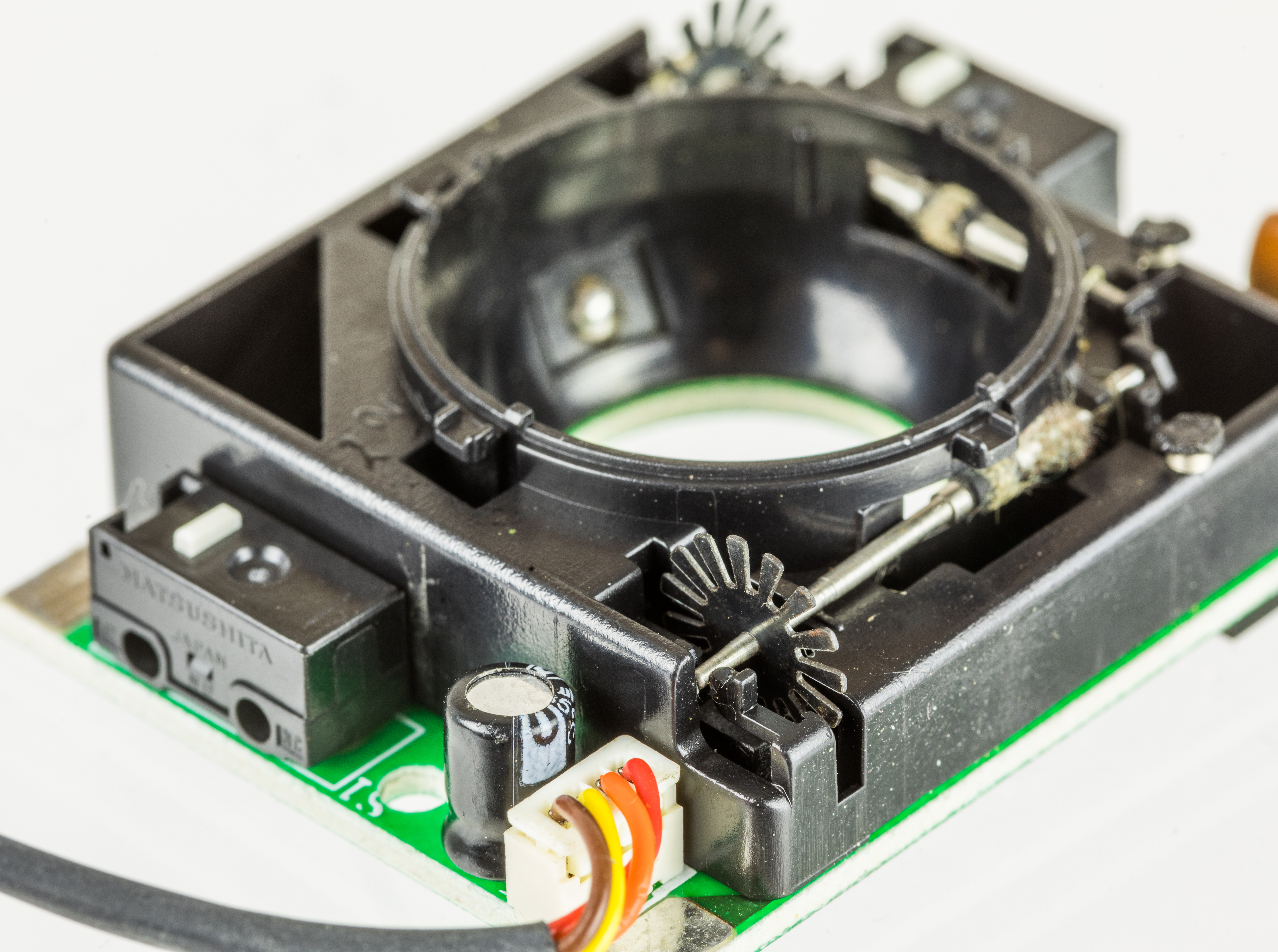
Modulo di lettura dello spostamento della sfera di una trackball.

La trackball è una periferica di input per computer solitamente interfacciabile in modo simile (se non identico) a quella di un comune mouse. Ad esempio tramite un cavetto USB o un dongle USB che comunica senza fili alla trackball, o comunicando al computer via bluetooth.
In prossimità della sfera possono trovarsi pulsanti e rotelline. Tutte queste componenti sono molto simili a quelle di un mouse; inoltre, la procedura di installazione della maggior parte delle trackball è del tutto analoga a quella di un mouse.
Le trackball vengono prodotte in diverse tipologie costruttive. La tipologia più comune prevede una sfera di 3 o 4 cm di diametro, mossa con il dito indice o medio, ai cui lati sono posti i pulsanti; una variante di questa impostazione, più moderna ed ergonomica (vedi immagine), lascia al pollice il compito di ruotare la pallina, mentre la funzione delle altre dita è premere i pulsanti. Le trackball per uso professionale hanno una sfera di diametro fino a 10 cm per una maggiore precisione di puntamento, e possono essere comandate anche col palmo della mano.

## Campi di applicazione
Alcuni tipi di trackball piuttosto grandi sono spesso viste su workstation specializzate, come le console degli studi di registrazione , delle stazioni di controllo del traffico aereo o equipaggiamenti sonar su navi e sottomarini.
Le trackball piccole sono a volte meno indicate per fare disegni di precisione con il computer. I mouse poggiano su un piano ed è semplice tenerli fermi, mentre alcune trackball possono risentire di più delle vibrazioni indotte dal braccio alla mano. Inoltre con il mouse è più semplice effettuare un movimento rettilineo, mentre la trackball può dare luogo a piccole escursioni laterali.
Le trackball vengono solitamente vendute con già una predisposizione per una migliore ergonomia rispetto a un mouse tradizionale. Si cerca di permettere alla mano e il polso di stare a riposo, per mitigare il pericolo della sindrome del tunnel carpale.